# Kroktjärnen (Alanäs socken, Jämtland, 713389-147880)
Kroktjärnen är en sjö i Strömsunds kommun i Jämtland och ingår i Ångermanälvens huvudavrinningsområde.